# Messina Challenger 1989
Il Messina Challenger 1989 è stato un torneo di tennis facente parte della categoria ATP Challenger Series nell'ambito dell'ATP Challenger Series 1989. Il torneo si è giocato a Messina in Italia dal 18 al 24 settembre 1989 su campi in terra rossa.

## Vincitori

### Singolare
Marc Rosset ha battuto in finale  Magnus Larsson con il punteggio di 6–1, 6–1

### Doppio
Magnus Larsson /  Joakim Nyström hanno battuto in finale  Massimo Cierro /  Alessandro De Minicis con il punteggio di 6–1, 6–1